# 독립 20주년 경기장
Bistsolagii Istiqloliyati Stadium(타지크어: Варзишгоҳи ба номи «Бистсолагии Истиқлолияти») 또는 독립 20주년 경기장은 타지키스탄 후잔트에 있는 다목적 경기장으로, 1995년 개장했다.